# Linia kolejowa Čerčany – Světlá nad Sázavou
Linia kolejowa Čerčany – Světlá nad Sázavou – jednotorowa, niezelektryfikowana regionalna linia kolejowa w Czechach. Łączy Čerčany i Světlá nad Sázavou. Przebiega przez dwa kraje: środkowoczeski i Wysoczyna.